# 麥卡米什鎮區 (約翰遜縣)
麥卡米什鎮區（英語：McCamish Township）為位在美國堪薩斯州約翰遜縣的鎮區。2010年美国人口普查中該鎮區人口有878人。
1857年，理查·D·麥卡米什（Richard D. McCamish）設立麥卡米什（McCamish，現已不存在），為最早居住此鎮的人。

## 地理
根據美國地質調查局的資料，麥卡米什鎮區涵蓋面積111.6平方（43.1平方英里），其中111.3平方公里為陸地，另外0.3平方公里為水域。

### 非建制地區
- 錫達（Cedar）
- 克利爾維尤城

（上表資料來自美國地質調查局，這可能包含該鎮區之前所轄下的聚居地）

### 鄰近鎮區
- 列星頓鎮區（北）
- 加德納鎮區（東北）

### 墓園
埃傑頓墓園（Edgerton Cemetery）坐落於此鎮區。

### 河川湖泊
- 聖菲湖（Santa Fe Lake）
- 馬丁溪（Martin Creek）

### 公園
- 馬丁溪公園（Martin Creek Park）

## 緊急服務

### 警方
- 約翰遜縣治安官（Johnson County Sheriff）

### 消防
- 約翰遜縣城郊消防處（Johnson County Rural Fire Department）

### 醫療（緊急醫療服務）
- 列星頓鎮區緊急醫療服務（Lexington Township EMS, Post 35）

## 交通

### 主要公路
- 35號州際公路
- 56號美國國道
- 50號美國國道
- 33號堪薩斯州州道

## 學區
- 加德納聯合學區（Gardner USD 231）（231號堪薩斯州聯合學區）